# Promise This
Promise This is een single van het tweede studioalbum van Cheryl Cole, Messy Little Raindrops. De single werd vrijgegeven in de nasleep van haar echtscheiding met Ashley Cole en haar strijd tegen malaria. Het was haar tweede single die de eerste plaats in de UK Singles Chart haalde, na Fight for This Love in oktober 2009.